# Гроссман, Виктор Азриэлевич
Виктор Азриэлевич Гроссман (27 сентября (9 октября) 1887, Одесса — 11 ноября 1978, Вологда) — советский писатель, литературовед и адвокат.
Автор исследований об А. В. Сухово-Кобылине («Дело Сухово-Кобылина»), романов «Арион» , «После восстания» (о А. С. Пушкине), мемуаров «Минувшие дни», пьес «Пушкин в Москве», «Ахилл», «Дубровский» и других. Писал статьи о К. Н. Батюшкове, М. Ю. Лермонтове, А. С. Пушкине, А. П. Чехове.
Родился в семье присяжного поверенного. Окончил Одесскую гимназию, где в круг его друзей входили будущие писатели К. Чуковский  (тогда Николай Корнейчуков) и Б. Житков. Получил прекрасное  образование (обучался юриспруденции, философии, литературе) в  Новороссийском императорском (Одесском) университете, Лейпцигском университете и Сорбонне. Литературой стал заниматься еще в 1905 году, по высокой рекомендации В. Г. Короленко, опубликовав свои первые рассказы "В вагоне" и "Скука" в газете "Полтавщина".
После окончания университета в 1912 году переехал в Москву, где до начала 30-х годов занимался адвокатской практикой. В 1905 и до сентября 1917 г. занимался активной общественной и политической деятельностью. До революции был гласным Московской Думы от партии эсеров. После революции в его личном деле стояла пометка: «Пригоден для занятия высших должностей в государстве». Работал в Рабоче-крестьянской инспекции, был представителем в Наркомате по делам национальностей.
Параллельно занимался литературной деятельностью. Особенно увлекался исследованием творчества Пушкина. Был научным редактором книги В. В. Вересаева «Спутники Пушкина» (1937). Ему принадлежит предисловие к этому литературному исследованию. В 1920-х-1930-х годах  преподавал во многих московских вузах  как правовые, так и литературные дисциплины, в том числе в должности профессора. В 1936-1938 гг. - профессор ГИТИСа.
Преподавал в нескольких театральных школах как до 1917 года, так и после. Взаимодействовал и общался с К. Станиславским, В. Немировичем-Данченко, К. Вахтанговым, А. Таировым, А. Коонен и многими другими видными режиссерами и актерами. Был дружен с И. Берсеневым, С. Гиацинтовой, И. Анисимовой-Вульф, театральным деятелем Д. Постоловым и многими другими. В число его близких друзей также входила писатель Лидия Бать. В 1930-е активно занимался пушкинистикой, занимался научной, исследовательской деятельностью, был вхож в профессорскую среду. Писал рецензии и статьи, рассказы и пьесы. Будучи женат на актрисе МХАТа Лидии Шумахер, по субботам организовывал т.н. "субботники", где на его квартире собирались актеры Художественного и других театров, режиссеры, писатели и поэты и проходили обсуждения постановок, чтения пьес, стихов, встречи творческой интеллигенции Москвы. Тесно общался с Е.Ф. Никитиной ( как в 30-е, так и 50-60-е годы), принимал участие в организованном ею литературном обществе, а позднее издательстве "Никитинские субботники".
Работал завлитом во 2-м МХАТе. Его пьеса «Дубровский» («Искусство», 1937 год), написанная по пушкинской повести, с успехом шла во многих театрах страны. Кроме того, в 30-х годах им было написано несколько других пьес - как на пушкинские темы, так и о современной жизни.
В ответ на книгу друга детства и кузена Леонида Гроссмана «Преступление Сухово-Кобылина» Виктор Гроссман написал в 1936 году книгу «Дело Сухово-Кобылина» (Москва, издательство «Художественная литература»), в которой используя  свои знания юриспруденции и литературы, проведя дополнительную экспертизу и расследование, защитил доброе имя писателя, убедительно доказав его непричастность к убийству Луизы Симон-Деманш. 
В 1937 году был принят в члены Союза Писателей СССР.
Был репрессирован, в общей сложности провёл в лагерях больше полутора десятка лет (1938—1946, 1948—1955). После освобождения писатель поселился в Вологде, где был репрессирован повторно. Вновь возвратившись в Вологду, был восстановлен в Союзе Писателей, стал одним из основателей Вологодской писательской организации (1961). Преподавал в Вологодском  педагогическом институте.
В ГУЛАГе задумал  и начал роман о  южной ссылке Пушкина «Арион», который был закончен уже  после освобождения. Роман вышел в свет в 1966 году (Москва, издательство «Советский писатель»), переведён  на чешский язык и издан в Праге (1972). Роман «После восстания», являясь продолжением романа "Арион", был также написан в  Вологде, выпущен отдельной книгой   в «Северо-Западном книжном издательстве» в 1967 году.
В 1966 году опубликовал в журнале «Север» главы первой части своих мемуаров «Минувшие дни».
Некоторые главы повести "Агасфер", пьесы "Пушкин в Москве", литературно-критические статьи, а также пьесу "Ахилл" В.А. Гроссмана печатали в периодических изданиях Северо-Запада, чаще - в областной и районной прессе. После смерти писателя (1978) осталось много неопубликованных рукописей, в том числе очерков, статей, повестей, полный текст мемуаров "Минувшие дни" и «Этюды о Пушкине», часть из которых были написаны еще в ГУЛАГе, а также были главами, вычеркнутые редакторами из рукописей книг, вероятно, по соображениям цензуры. Была создана Комиссия по литературному наследию В. Гроссмана, но по ряду причин ей не удалось донести до читателя неизданные материалы. Часть рукописей была утрачена.
Через двадцать четыре года после его смерти Исаак Абрамович Подольный, профессор Вологодского педагогического университета, опубликовал несколько его этюдов в миниатюрном формате с иллюстрациями заслуженного художника России Михаила Копьёва. Весь маленький тираж в подарочном исполнении оформил вологжанин Владимир Богачёв. В книгу включены переданные семьей автора две ранее не публиковавшиеся вещи: «Еврейская попадья» и «Почётный академик» и др.
В настоящее время участниками проекта "Неизвестный Гроссман" при поддержке Президентского фонда культурных инициатив вышло из типографии 2-ух томное собрание избранных сочинений писателя, приуроченное к 135-летию со дня рождения и 45-летию его кончины. В книги вошли биографические материалы — очерк о жизни и творчестве, в том числе обширная переписка с видными деятелями культуры XX века (И.Л. Сельвинским, К.Л. Зелинским, Л.Г. Бать, Д.И. Постоловым, Е.Ф. Никитиной, и др.), а также малоизвестные и неопубликованные труды - литературоведческие статьи, рассказы, пьесы, полный текст мемуаров "Минувшие дни", и восстановленный текст (некоторые этюды считались утраченными) "Этюдов о Пушкине".

## Сочинения
Пьесы
- Пушкин в Москве
- Ахилл
- Дубровский

Художественные произведения
- Дело Сухово-Кобылина. М., 1936
- Арион, 1966
- После восстания, 1967
- Еврейская Попадья, 2002
- Татьяны милый идеал, 2003
- «Этюды о Пушкине». Евгений Онегин: наблюдения и комментарии. «Заметки на полях «ОНЕГИНА». Выпуск 5. Автор проекта и составитель И.А. Подольный. Вологда, 2012.

Мемуары
- Минувшие дни, 1966 (ч.1)